# Einadia
Einadia é um género botânico pertencente à família Amaranthaceae.

## Espécies
- Einadia allanii
- Einadia hastata
- Einadia linifolia
- Einadia nutans
  - Einadia nutans subsp. eremaea
  - Einadia nutans subsp. linifolia
  - Einadia nutans var. linifolia
  - Einadia nutans subsp. nutans
  - Einadia nutans subsp. oxycarpa
- Einadia polygonoides
- Einadia triandra
- Einadia trigonos
  - Einadia trigonos subsp. leiocarpa
  - Einadia trigonos subsp. stellulata
  - Einadia trigonos subsp. trigonos